# Векјети вагинопластика
Векјети вагинопластика (енг. Vecchietti procedure) једна је од хируршких техника која се користи за стварања неовагине тракцијом, без претходног формирања ректовезикалног тунела. Ову методу почетком осамдесетих година двадесетог века описо је др Векјети  која се временом након примене лаароскопије показала као једноставна, минимално инвазивна технику за стварање неовагине код пацијената са потпуном вагиналном атрезијом.

## Историја
Векјетијев поступак, који је прво развијен у Италији као једноставнији, бржи начин за стварање неовагине, врло брзо  добиo је на популарности у Сједињеним Америчким Државама и другде у свету.
Користи од хируршког постављња тракционих систем за убрзану дилатацију рудиментарне вагине првобитно је осмишљена као отворена абдоминална техника, операција, а данс се може извести лапароскопски, као модификација која нуди повећану брзину и лакоћу, релативно ниску цену и минималну нелагодност код пацијената.

## Опште информације
За разлику од других техника вагинопластике, ова метода се не ослања на употребу графтова или хируршких преклопа. Уместо тога, ова процедура ствара неовагину кроз континуирану инвагинацију вагиналног отвора помоћу вагиналног дилататора у облику оливе (маслине). Код ове методе вагинална „олива“ је повезана са опругом за затезање на пацијентовом трбуху (абдомену)  преко постављених субперитонеалних шавова. Овом техником, према аутору, било је могуће направити неовагинални у дужине око 10 сантиметара у периоду од 8 дана.

## Метода
Векјетијева вагинопластика се изводи тако што се по отварање трбуха (абдомена) и трбушне марамице (перитонеума) прво идентификује  део перитонеума између рудиментарне материца и мокраћне бешика и у том пределу се прави инцизија. Перинеално, уз помоћ велике игле потом се провлаче два нересорбујућа шава кроз која се фиксирају за металну конструкцију у облику оливе, а конци се потом изводе напоље на спољашњи трбушном зид. Следи ушивање перитонеалног реза и самог перитонеуму.
Потом се са спољашње стране врши тракција (повлачење) оливе према горе помоћу инструмента за који су причвршћени нересорптивни конци.
Након постављања система у операционој сали шавови се затежу за 1 до 2 cm сваког дана и ствара се неовагина дужине од 10 cm током 7 до 10 дана.
По завршеном процесу истезања амбуланто се вади олива из вагине а шавови се преко спољашњег трбушног зида уклањају,
Вегетијева техника је временом претрпела модификацију па уместо отворене лапаротомије, шавови се сада постављају  и извлаче на предњи трбушни зид лапароскопском методом.